# L'acqua è poca
L'acqua è poca è un album in studio dei Blue Stuff, pubblicato nel 1994 da Sony Music.

## Il disco
Questo disco arriva dopo una collaborazione di due anni di esibizioni dal vivo con Joe Sarnataro, pseudonimo di  Edoardo Bennato.  In questo album, nella canzone omonima, canta anche  Edoardo Bennato.
Testi e musica: Mario Insenga e Vincenzo Caponetto
eccetto L'acqua è poca e Sotto Viale Augusto di Joe Sarnataro e Die psychopompo tanze di Guido Migliaro.
Arrangiamenti: Blue Stuff
Supervisione artistica: Eugenio Bennato
Illustrazioni: Guido Migliaro
Produttore esecutivo: Antonio De Guglielmo
Ingegnere del suono: Bob Fix
Con la partecipazione di Joe Sarnataro, Roberto D'Aquino, Daniela Carelli, Bob Fix, Lino Cannavacciuolo, Gennaro Pasquariello, Gennaro Petrone, Alessandro Sacchi, Monica Sarnelli, Bill Hart e Sandro Coppola

## Tracce
1. Driftin' - 4'06"
2. L'acqua è poca - 3'49"
3. Afragola Shuffle - 4'32"
4. Solitudine - 3'38"
5. Die psychopompo tanze - 4'12"
6. Mo' chi pava - 4'33"
7. Fuje Pascali'  - 4'37"
8. O' mezzo 'e l'ATAN - 2'54"
9. Sotto Viale Augusto - 4'41"
10. A' storia è sempre 'a stessa - 3'05"
11. Statte zitta! - 3'31"

## Formazione
- Mario Insenga - voce, batteria
- Enzo Caponetto - chitarra
- Guido Migliaro - chitarra, armonica a bocca
- Renato Federico - pianoforte